# 神農殿

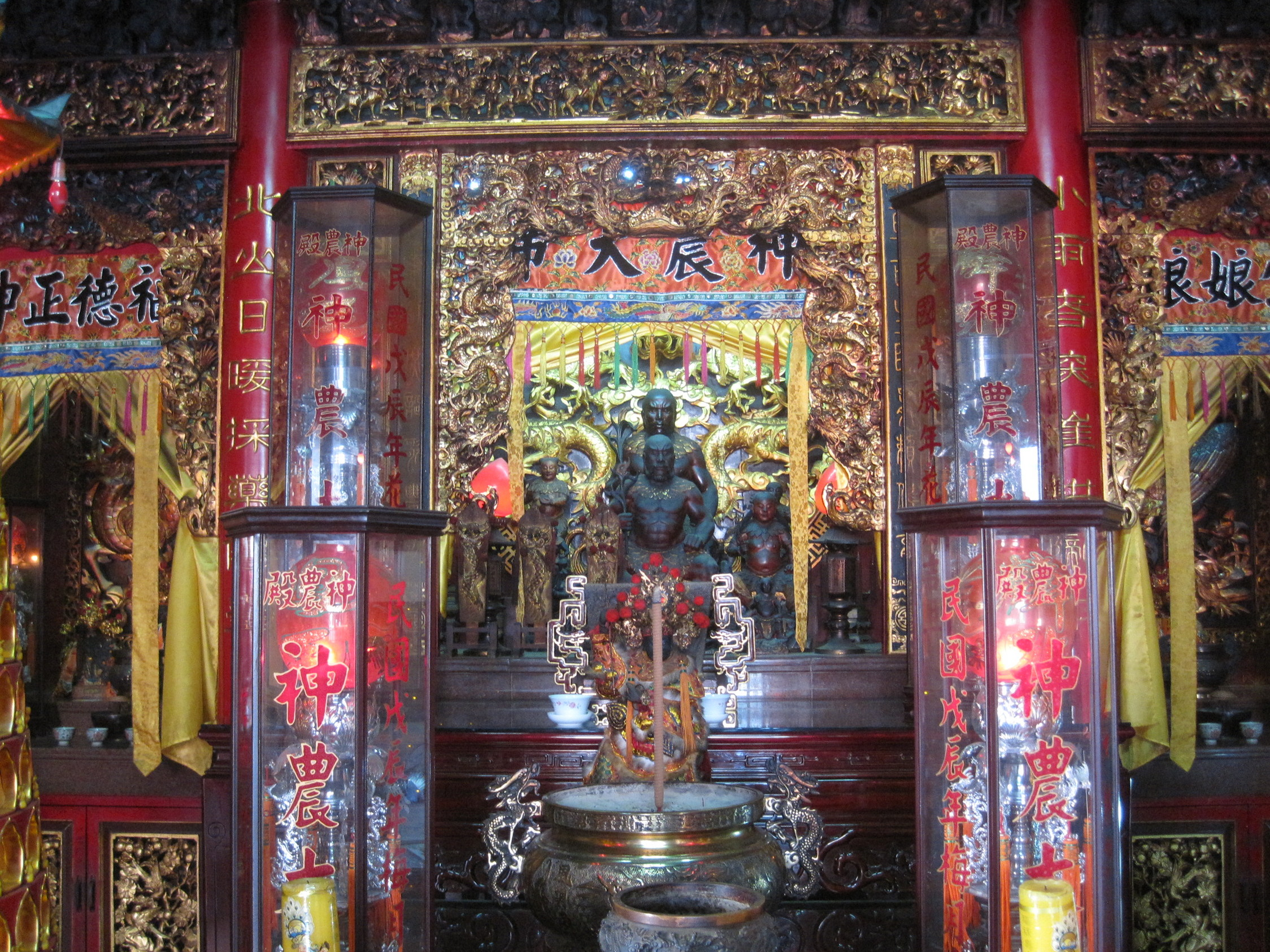
神農殿神龕

神農殿，位在臺南府城北區的廟宇，亦稱五穀王廟，主祀神農大帝（五穀仙帝）。

## 沿革
清治時期咸豐七年（1857年）創建，原址在今廟前坐北向南。日治時期昭和六年（1931）重修，後年久失修。戰後於1954年，改坐東向西重建。1986年再度重建，1988年竣工如現在廟貌。